# Augstenberg (Lihtenštajn)
Augstenberg je planina u Lihtenštajnu u lancu Rätikon u istočnim Alpama u blizini granice s Austrijom i grada Malbuna, s visinom od 2,365 m/nm.